# Kelkkasaari (ö i Södra Savolax)
Kelkkasaari är en ö i Finland. Den ligger i sjön Kyyvesi och i kommunen Sankt Michel i den ekonomiska regionen  S:t Michel och landskapet Södra Savolax, i den södra delen av landet, 240 km nordost om huvudstaden Helsingfors. Öns area är 3,4 hektar och dess största längd är 360 meter i sydöst-nordvästlig riktning.